# Durbuy
Durbuy (in vallone Derbu) è un comune belga di 10 633 abitanti, situato nella provincia vallona del Lussemburgo. La "più piccola città del mondo" sulla riva dell'Ourthe, ai piedi della parete granitica de La Falize, gli edifici del XVII secolo e le stradine che conservano le caratteristiche medievali. 
Ogni due domeniche, Durbuy propone la Promenade Gourmande Vieille Ville: due ore di scoperta guidata (tre lingue) del centro storico con appetitose soste per gustare i prodotti tipici della città.